# Glaucus atlanticus
Glaucus atlanticus (блакитний дракон, блакитний ангел) — вид черевоногих молюсків з ряду голозябрових (Nudibranchia). Пелагічні організми, що мешкають під плівкою поверхневого натягу. Поширені в морях всіх океанів тропічного поясу.

## Будова

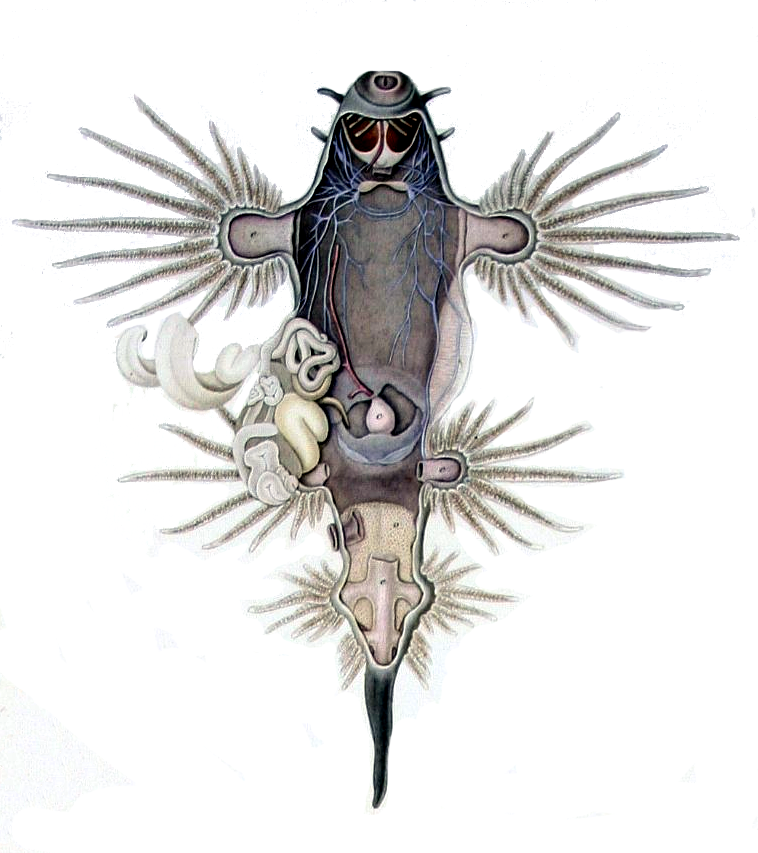
Розкритий молюск. Ілюстрація з Atlas Zoologique du Voyage de la corvette La Bonite (1852)

Для представників цього виду характерно струнке тіло, сильно витягнуте з заднього кінця. Голова коротка і слабо відокремлена від тулуба. Широка, добре розвинена нога закруглена спереду і продовжується до заднього кінця тіла. Довжина тіла 5-40 мм.
З боків перпендикулярно осі тіла розташовуються три групи церат — пальцевидних виростів, в які заходять гілки гепатопанкреаса (травної залози). Довжина церат в кожній групі істотно розрізняється, причому найбільш довгі розташовуються зі спинної сторони. Наявність довгих виростів розглядають як один з механізмів збільшення плавучості.
Інша адаптація Glaucus atlanticus до утримування на поверхні води — періодичне заковтування бульбашки повітря, що згодом зберігається в шлунку молюска. У зв'язку з таким розміщенням газового міхура, рівноважним виявляється положення тіла, при якому спинна сторона звернена вниз, а нога прилягає до поверхні води. Таким чином, молюск немов би повзе по плівці поверхневого натягу. В цьому сенсі блакитні дракони є антиподами водомірок, що пересуваються по плівці поверхневого натягу з протилежної сторони.

## Забарвлення

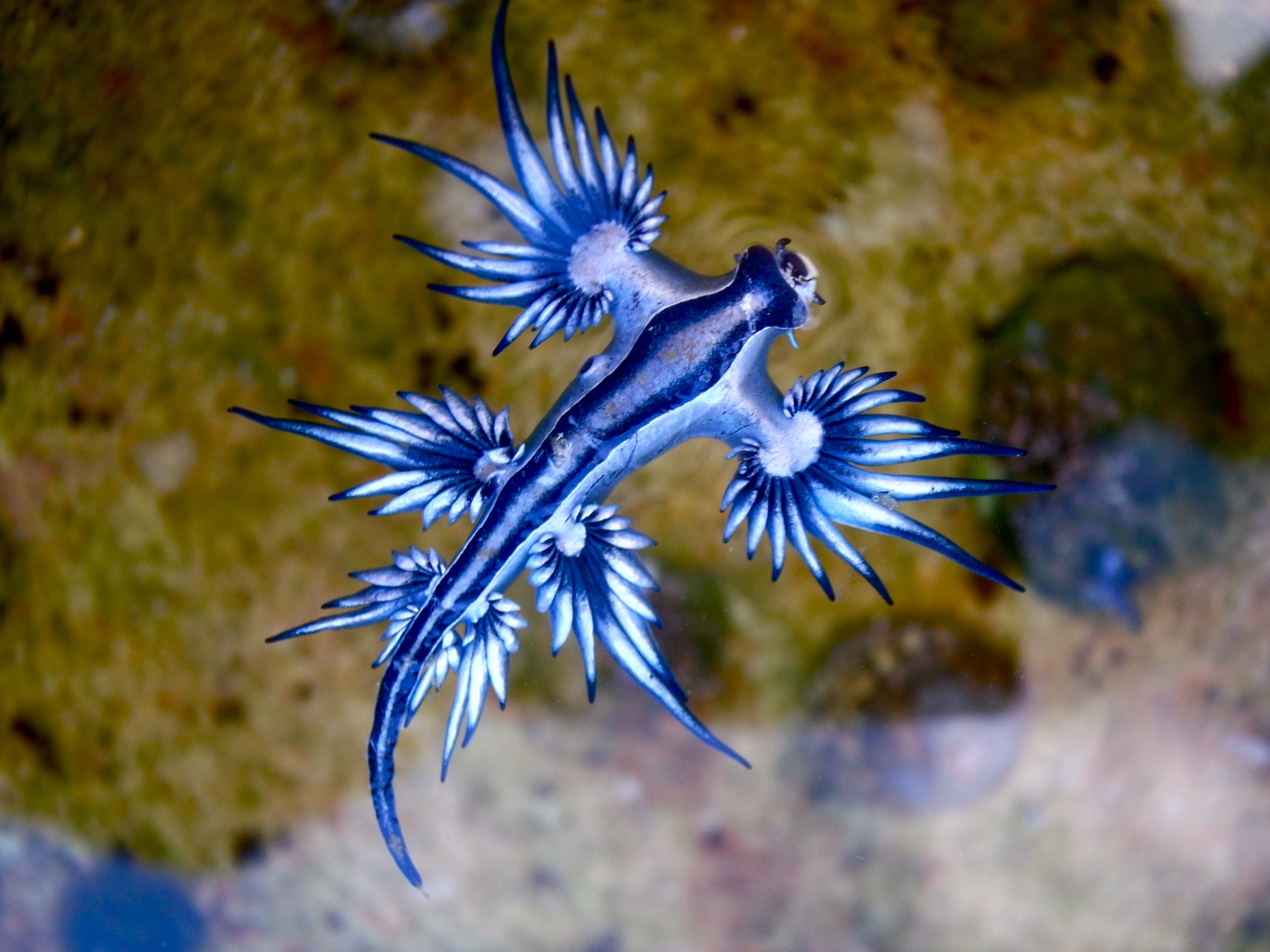
Блакитний дракон у воді

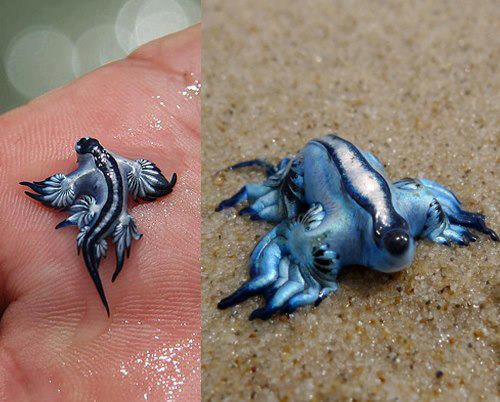
Молюсків дістали з води, тому вирости не розкриті. Якщо взяти дракона на руки, то можна отримати хімічний опік, подібний до такого від португальського кораблика.

Основний тон тіла — сріблястий. Ротові щупальця, рінофори і нижня поверхня церат пофарбовані в інтенсивний синій колір. Спинна сторона у різних молюсків варіює від темно-синьої до коричневої. Нога обрамлена синьою смугою.

## Харчування
У ролі джерела їжі виступають інші організми, асоційовані з поверхнею води. До таких належать колоніальні гідроїдні (сифонофора португальський кораблик, антомедузи з родини Porpitidae) і черевоногі молюски (представники роду Janthina, особини свого ж виду).
Glaucus atlanticus стійкий до отрути, що міститься в кнідоцитах (жалких клітинах) гідроїдних-жертв. При поїданні кнідоцити надходять по гілках травної залози в церати, де шляхом фагоцитозу потрапляють в клітини спеціалізованих органів — кнідосаків (англ. cnidosac). Стрекательна клітина в них перетравлюється, і від неї залишається лише стріляльна капсула. Такі запозичені капсули — клептокніди — довгий час залишаються активними і можуть виступати як захисний механізм.

## Розмноження
Для Glaucus atlanticus є характерним синхронний гермафродитизм: кожна особина володіє чоловічими та жіночими статевими залозами і після спарювання відкладає яйця.

## Філателія
- Зображений на марках Нової Каледонії (разом з поліхетою Spirographis) в 1959 році (номінальна вартість: 10 F).
- Зображений на марках Фіджі (разом з португальським корабликом) в 1993 році (номінальна вартість: 83 FJ$).[3]